# إرنست أديسون
إرنست أديسون (بالإنجليزية: Ernest Addison)‏ هو اقتصادي غاني، ولد في 1963 في غانا.